# Tadeusz Czarnecki (artysta)
Tadeusz Józef Czarnecki (ur. 12 grudnia 1960 w Końskich) – polski artysta malarz, fotograf, członek Związku Polskich Artystów Fotografików w latach 2000–2010, pedagog, doktor nauk humanistycznych w zakresie pedagogiki, kolekcjoner, animator kultury.

## Biografia
Studia plastyczne ukończył w Instytucie Wychowania Artystycznego UMCS w Lublinie. Studiował pod kierunkiem profesorów: Mariana Stelmasika (malarstwo), Zdzisława Niedźwiedzia (grafikę). Dyplom uzyskał w 1987 roku. Studia doktoranckie w latach 1999–2003 odbył w Uniwersytecie Opolskim na Wydziale Historyczno-Pedagogicznym. Stopień naukowy uzyskał w 2007 roku na podstawie rozprawy doktorskiej Współczesna rzeźba ludowa Kielecczyzny źródłem wiedzy w edukacji regionalnej, wypromowanej przez prof. Ryszarda Kantora.

## Twórczość
Zajmuje się malarstwem (olej, ekolina), rysunkiem, grafiką oraz fotografią. W dorobku posiada liczne wystawy indywidualne w kraju i za granicą oraz udział w wystawach zbiorowych i plenerach plastycznych. Od czerwca 2011 prowadzi autorską Galerię Sztuki BIŁASÓWKA w Radoszycach.

### Wystawy indywidualne
- 1991 – Galeria Sztuki „Zielona”, Filia BWA Kielce, Busko Zdrój
- 1992 – Galeria „Piwnica” BWA Kielce
- 1993 – Polnisches Institut Leipzig, Deutschland
- 1993 – Muzeum w Tomaszowie Mazowieckim
- 1993 – Galerie Studio Kausch Kassel, Deutschland
- 1995 – Gemeinschaftshaus „Langwasser” Nürnberg, Deutschland
- 1995 – Galeria Centrum, NCK Kraków
- 1997 – Galeria Fotografii ZPAF Kielce
- 1998 – Instytut Polski Moskwa, Rosja
- 1998 – Galeria „ARS Polona” Warszawa
- 1999 – Instytut Polski Kijów, Ukraina
- 1999 – Galeria „Arkady” Tomaszów Mazowiecki
- 2000 – Galeria „Bastejs” Ryga, Łotwa
- 2007 – Baśniowe światy twórców ludowych, Muzeum Wsi Kieleckiej Kielce
- 2009 – Frasobliwy (wystawa fotografii), Muzeum Narodowe, Kielce
- 2009 – Galeria „Piwnica”, BWA, Kielce
- 2010 – Galeria Sztuki „Zielona”, Filia BWA Kielce, Busko Zdrój

### Opracowania graficzne
- Rak Feliks, Krasockie wesele, Kielce 1990 (okładka)
- Pasternak Bogdan, Po chmurach i górach, Kielce 1991 (okładka, ilustracje)
- Sowiński Krzysztof, Świat według mnie i jego, Kielce 1993 (okładka, ilustracje)
- Nosal Zbigniew, Kurzy pacierz, Kielce 1993 (okładka, ilustracje)
- Uniejewski Łukasz, Ziemia obłędów, Kielce 1994 (okładka, ilustracje)
- Ziemia sanocka – Medzilaborce, Sanok 2005 (okładka, fotografie)

### Publikacje
- Utwory kameralne, Wydawnictwo Miniatura, Kraków 1997
- Rzeźba ludowa Roberta Chlewickiego, Końskie 2000
- Łopuszańskie plenery plastyczne, Łopuszno 2003
- Grzegorz Król – rzeźba, Końskie/Kielce 2003
- Od tradycji do współczesności [w:] Świętokrzyskie jakie cudne. Kurs etnograficzny, WDK Kielce 2005
- Twórcy ludowi ziemi kieleckiej, Kielce 2008
- Interdyscyplinarnie/Natura i sztuka, Radoszyce 2013
- Obok natury, Radoszyce 2013
- Pejzaż na końcu drogi, Końskie 2016